# 제러미 밀러
제러미 밀러(Jeremy Miller, 1976년 10월 21일 ~ )는 미국의 배우이다.